# Исабела Мадригаль
Исабе́ла Мадрига́ль (англ. Isabela Madrigal) — персонаж из диснеевского мультфильма «Энканто», обладающая даром материализовать цветы из воздуха. Исабела изображена как человек, кажущийся идеальным, однако её младшая сестра Мирабель обнаруживает, что ей трудно соответствовать ожиданиям совершенства. С помощью Мирабель девушка осознаёт свои недостатки и расширяет свои способности материализовать не только цветы, но и другие растения.
Режиссёры Байрон Ховард и Джаред Буш основали персонажа на семейном архетипе «золотого ребёнка», в результате чего она была написана как старшая внучка Мадригаль. Идея присвоить Исабеле дар, связанный с цветами, возник из-за того, что консультант попросил «Энканто» привлечь внимание к природе и популярности колумбийских цветов, а на её платье повлияли цветочные фестивали страны.

## Разработка

### Концепция
После завершения работы над «Зверополисом» режиссёры Байрон Ховард и Джаред Буш решили, что их следующий проект будет мюзиклом, который получил латиноамериканскую тематику после того, как к ним присоединился автор песен Лин-Мануэль Миранда. Ховард и Буш уже работали над бадди-муви, где «два персонажа выходят в мир и узнают друг о друге» и хотели бы попробовать что-то «совершенно другое».
Вместе с Мирандой они обсудили свой общий опыт существования больших расширенных семей и решили снять музыкальный фильм о большой расширенной семье с дюжиной главных героев. Вначале они сделали «три важных открытия» о семьях, которые легли в основу сюжета мультфильма:
- «1) большинство из нас не чувствуют себя по-настоящему замеченными нашими семьями»;
- «2) большинство из нас несут бремя, которое мы никогда не позволяем своим семьям увидеть»;
- «3) большинство из нас не замечают, что почти все мы, особенно в наших семьях, чувствуем то же самое».

Байрон Ховард и Джаред Буш начали подробно обсуждать латиноамериканскую культуру с Хуаном Рендоном и Натали Осмой, которые ранее работали с ними над созданием документального фильма Imagining Zootopia. И Рендон, и Осма оказались родом из Колумбии и неоднократно опирались на свой личный опыт общения с колумбийской культурой в своих дискуссиях, что побудило Ховарда, Буша и Миранду сосредоточить свои исследования на этой стране. Хуан Рендон и Натали Осма стали первыми двумя из нескольких культурных экспертов, нанятых Disney Animation в качестве консультантов по фильму, которые вместе сформировали, как назвал Disney, «Колумбийский культурный фонд».
Характеры и дары «Энканто» были построены на семейных архетипах. Исабела представляет собой «золотого ребёнка». По словам Джареда Буша, архетипы заставляли дары казаться более разумными, поскольку они предписывались эмоциями и личностью. После проработки архетипов режиссёры включили «очень родственные семейные динамики, а затем сделали их волшебными, большими, красивыми и визуально ошеломляющими».
Исабела была прописана как старшая внучка Альмы Мадригаль, и поэтому от неё требовалось быть идеальной. Её конфликт с Мирабель, по мнению режиссёров, был прекрасной возможностью изобразить последнюю в качестве более законченного персонажа. Байрон Ховард заявил, что, хотя эти девушки любят друг друга, они не понимают друг друга, что приводит к большому напряжению, которое в конечном итоге становится чрезвычайно свободным для них обоих.

Идея воплотить дар Исабелы, связанный с цветами, возник из-за просьбы консультанта Алехандры Эспиноса сделать природу главным элементом, поскольку колумбийцы считали её большим источником гордости. Хотя дар Антонио общаться с животными был вдохновлён этой просьбой, художница Саманта Вилфорт решила наделить Исабелу цветочными способностями из-за популярности колумбийских растений. Ранней концепцией её дара была способность оживлять растения. Кроме того, в одной из версий сценария Исабела изображалась с «совершенно другим» романтическим сюжетом. Она была связана с Бубо, «тупой рыбой, вытащенной на берег, происходящей из города». Портал Screen Rant заявил, что эта сюжетная линия значительно изменит сюжетную линию Исабеллы: «Включение Бубо привлечёт больше внимания к её роману, а не к её внутренней борьбе, возможно, сделав её сюжет менее личным, чем то, что было установлено в окончательной версии». В конце концов, съёмочная группа решила, что путь Исабелы не должен определять мужчина. Вместо этого она стала «своей женщиной, всё ещё находящей себя».

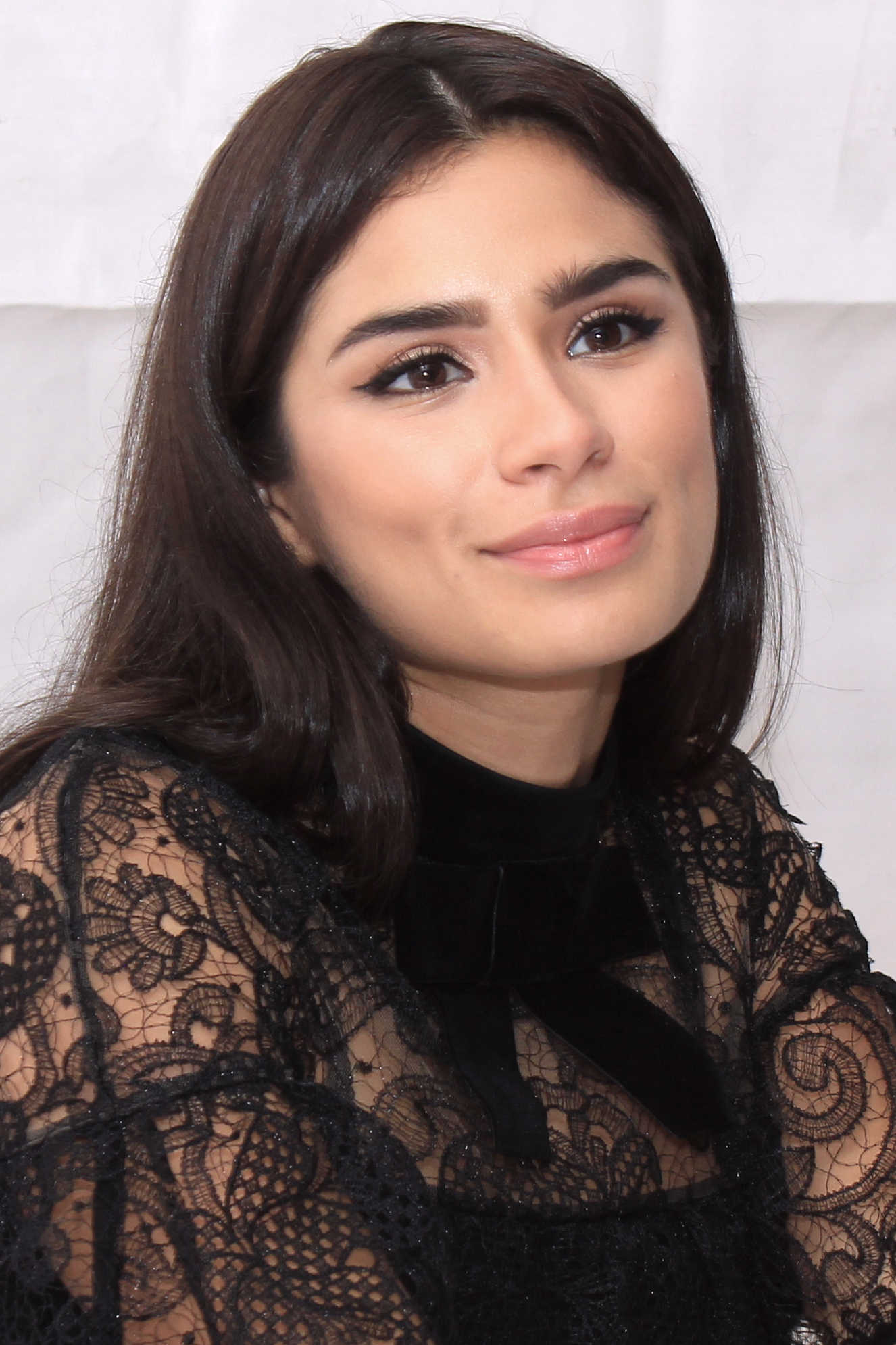
Дайан Герреро озвучила Исабелу в оригинальной версии

### Озвучивание➤
Исабелу, по словам Байроно Ховарда, трудно озвучить. Она должна была быть и забавной, и очаровательной, и идеальным представителем семейства Мадригаль, однако она также должна была быть и главным противником семьи. Колумбийско-американская актриса Дайан Герреро сразу поняла, почему её взяли на эту роль; она сказала, что в некоторой степени олицетворяет Исабелу. Герреро выросла на фильмах Диснея и принцессах: в детстве она «жила» в волшебном фантастическом мире киностудии. Герреро очень хотелось быть принцессой, но она понятия не имела, что на самом деле значит быть принцессой.
В русском дубляже Исабелу озвучила Ксения Рассомахина, которая ранее озвучивала принцессу Жасмин (Наоми Скотт) в фильме 2019 года «Аладдин».

### Дизайн
Дизайн персонажей Исабелы соответствует её движениям и указывает на её способности. На дизайн её платья с цветами повлияли платья, которые носят женщины, исполняющие танец бамбуко. Ведущий дизайнер костюмов «Энканто» Нейса Бове посоветовалась с ботаником для поиска вдохновления для создания платья персонажа. Цветочные фестивали в Колумбии, особенно в Медельине, стали ещё одним источником вдохновения для внешнего вида Исабелы. На её платье изображено несколько видов колумбийских цветов, обозначающих её дар, например, георгины, гортензии и маргаритки. Национальные цветки Колумбии, орхидеи, появляются в её волосах и вышивке на декольте. После песни «Что я могу?» платье Исабелы изменилось. Для изменения было изучено несколько различных конструкций; последняя итерация изображает более смелые цвета и цветы, упомянутые во время песни.
Движения Исабеллы отмечались как «всегда идеальные» по сравнению с тем, как движется Мирабель. Руководитель отдела анимации «Энканто» Ренато Дос Аньос отметил, что съёмочная группа всегда хотела, чтобы Исабела выглядела грациозно со всех сторон, даже если она не была основным персонажем в кадре; персонаж знает, что она «всегда на сцене». В отличие от остальных членов семьи Мадригаль, платье Исабелы не отличается асимметрией благодаря совершенству героини. Дисней включил «это тонкое скрытое течение» одновременного беспокойства в Исабелу, несмотря на её внешний вид «золотого ребёнка». Исабела также очень похожа на Альму, включая почти идентичное лицо; издание Screen Rant предположило, что это физическое сходство вызвало у Альмы травму и стало причиной того, что она заставила Исабелу быть идеальной.

## В мультфильме
Исабела Мадригаль — старшая сестра Луизы и Мирабель, одарённая способностью создавать цветы из воздуха. Из-за этого её семья часто считает её идеальной, особенно Альма.
Мирабель часто раздражает властная личность Исабелы. Планируется, что она будет помолвлена с соседом семейства Мадригаль Мариано Гусманом, которого Альма считает идеальной парой. Однако Мирабель рушит встречу, случайно раскрывая утерянное пророчество их пропавшего дяди Бруно, которое, как все члены семьи считают, означает, что Мирабель разрушит магию Мадригалей. Исабела возмущена этим и наказывает Мирабель; последняя, благодаря новому пророчеству Бруно, считает, что она должна обнять первую, чтобы спасти семейное чудо. Мирабель неискренне просит обнять Исабелу, от чего та отказывается. Однако, когда Исабела пытается заставить её уйти из-за её саркастических извинений, Мирабель жалуется на предполагаемый эгоизм Исабелы. Это побуждает Исабелу жаловаться на постоянное ожидание от неё совершенства, как Мирабель только саботирует её попытки быть идеальной, и что она никогда не хотела выходить замуж за Мариано и делала это только для своей семьи. Когда она выражает эти откровения, появляется кактус. Вдохновленная этим неожиданным растением, Исабела задается вопросом, что ещё она может выращивать, и теперь хочет, чтобы люди не ожидали от неё совершенства.
Наконец-то поняв свою сестру, Мирабель помогает Исабеле стать более несовершенной, и они вдвоем выращивают несовершенные, но красивые растения. Стоя прямо у свечи, обе девушки обнимаются, исполняя видение Бруно.
Однако Альма видит их и обвиняет Мирабель в причинении вреда семье только потому, что она не заполучила дар. Затем Мирабель понимает, что как бы ни старалась Исабела, как и остальные члены семьи, она не будет достаточно идеальной для Альмы. Пока Мирабель и Альма ругаются, их волшебный дом, Касита, разваливается, и семья теряет свои дары. После того, как Мирабель и Альма примиряются, семья и горожане восстанавливают Каситу. Мирабель вставляет дверную ручку, чтобы завершить дом. Впоследствии дары членов семьи Мадригаль им возвращаются. Исабела преображается и продолжает выращивать несовершенные растения, больше не обременённые ожиданием совершенства.

## Мерч
Исабела фигурирует в нескольких наборах фигурок персонажей «Энканто». Дисней создал на её основе множество товаров, в том числе набор Lego под названием «Волшебная дверь Исабелы», на которой изображена её комната, набор для игр в саду, нарядное платье, кукла для игры с волосами, макияж, украшения.
Веб-сайт /Film выразил разочарование обилием товаров, связанных с Исабелой, и отсутствием отдельных игрушек, основанных на других членах семьи, кроме Мирабель. Поскольку она считается красивой и идеальной сестрой, /Film заявил, что это подтверждает идею о том, что красота является основным маркетинговым инструментом для молодых девушек.

## Критика
Издание ABS-CBN заявило, что дар Исабелы «делает визуальное зрелище с красочными массивами цветов». Издание IGN высоко оценило выступление Дайан Герреро: «[Джессика] Дэрроу и Герреро в роли Луизы и Исабелы раскрывают определённые моменты во время сольных песен, которые не только освещают экран, но и ловко показывают скрытые сложности, которые несут в себе эти персонажи». Screen Rant и Comic Book Resources поставили Исабелу на 7-е место среди самых симпатичных персонажей «Энканто».
Терапевты называют Исабелу «перфекционисткой, которая чувствует, что не может потерпеть неудачу». Её сообщение об ограниченности перфекционизма было сочтено близким для многих детей иммигрантов. Организация Psychology Today заявила: «Исцеление Исабелы демонстрирует связь между подлинностью, спонтанностью и радостью».